# The Drop – Bargeld
The Drop – Bargeld ist ein US-amerikanisches Kriminalfilm-Drama des belgischen Regisseurs Michaël R. Roskam aus dem Jahr 2014. Das Drehbuch stammt von Autor Dennis Lehane, der dazu seine eigene Kurzgeschichte Animal Rescue verarbeitete. Lehane schrieb bereits die Romanvorlagen zu den Filmen Mystic River (2003), Gone Baby Gone (2007) und Shutter Island (2010).
Die Hauptrollen spielen Tom Hardy, Noomi Rapace, James Gandolfini, Matthias Schoenaerts und John Ortiz. Der Schauspieler James Gandolfini, der im Juni 2013 starb, ist hier in seiner letzten Rolle zu sehen.
Seine Uraufführung feierte der Film im Rahmen des Toronto International Film Festivals am 12. September 2014. Der Film wird von 20th Century Fox vertrieben und kam in Deutschland am 4. Dezember 2014 in die Kinos.

## Handlung
Der gutmütige Bob Saginowski arbeitet hinter der Theke in einer Bar in Brooklyn. Sein älterer Cousin Marv war früher Alleininhaber der einfachen Arbeiterkneipe, musste sie aber wegen Schulden an die örtliche tschetschenische Mafia abtreten und arbeitet jetzt nur noch als Strohmann für die Gangster. Diese nutzen eine Reihe solcher unauffälligen Lokale als Sammelstellen („Drops“) für die Einnahmen aus ihren kriminellen Aktivitäten. Die Gelder werden während des Kneipenbetriebes in unauffälligen Briefumschlägen über die Theke geschoben, durch einen Schlitz in einen Tresor eingeworfen und am nächsten Tag mit dem Leergut oder Abfall abtransportiert. Dass seine Kneipe an einem bestimmten Abend als „Drop“ eingeteilt ist, erfährt der Betreiber immer erst kurz vorher.
Eines Tages findet Bob einen misshandelten Pit-Bull-Welpen in einer Mülltonne und trifft auf Nadia, die in der Nachbarschaft wohnt. Bob nennt den Hund Rocco und Nadia hilft ihm dabei, ihn großzuziehen.
Eines Abends stürmen zwei bewaffnete, maskierte Männer das Lokal und rauben die gesamten Tageseinnahmen. Während des Überfalls bemerkt Bob, dass einer der Räuber eine kaputte Armbanduhr trägt. Da ein Mitarbeiter beim Überfall verletzt wurde und in das Krankenhaus eingeliefert wird, interessiert sich auch die Polizei für den Vorfall. Gegenüber Detective Torres halten sich Bob und Marv jedoch bedeckt, da beide von den kriminellen Aktivitäten, die in ihrer Bar ablaufen, wissen. Allerdings erwähnt Bob unabsichtlich in seiner Zeugenaussage, dass einer der Räuber eine defekte Armbanduhr trug. Es dauert nicht lange, bis die Gangster unter Gewaltandrohung einen Ausgleich des Kassendefizits fordern.
Bei der Pflege von Rocco kommen sich Bob und Nadia näher. Marv trifft sich währenddessen mit einem der Räuber, wodurch klar wird, dass der Überfall von ihm organisiert wurde. Zwischenzeitlich lernt Bob einen gewissen Eric Deeds kennen, der bald in seinem Haus auftaucht und behauptet, Rocco gehöre ihm, und Bob über Nadia ausfragt. Als Bob Nadia auf Deeds anspricht, erzählt sie ihm, dass beide mal zusammen waren.
Da Bob und Marv das Geld an die Tschetschenen nicht zurückbezahlen können, sind beide sichtlich angespannt, und Bob erzählt Marv von seiner Begegnung mit Eric Deeds. Währenddessen finden sie im Hinterhof einen Müllsack, in dem sich neben dem gestohlenen Geld auch der abgetrennte Unterarm des Räubers mit der defekten Armbanduhr befindet. Zudem erfährt Bob von Marv, dass Deeds von sich behauptet, für den nicht aufgeklärten Mord an Richie Whelan, einem Stammkunden der Bar, verantwortlich zu sein. 
Nachdem sie das aufgetauchte Geld an die Tschetschenen zurückgegeben haben, plant Marv einen weiteren Überfall auf die Bar. Hierzu trifft er sich mit dem verbliebenen Komplizen des ersten Überfalls und erklärt ihm, dass sie die Bar in der Nacht des Super Bowls ausrauben werden. Dieser lehnt jedoch ab, sich an einem weiteren Überfall zu beteiligen. Marv sitzt während des Gesprächs im Auto, lässt den Kofferraum aufgehen und bittet den Räuber, ihn wieder zu schließen. Während dieser das tut, überfährt ihn Marv kaltblütig. Marv trifft sich anschließend mit Deeds und überredet ihn dazu, die Bar am Super-Bowl-Abend auszurauben.
Bob trifft Deeds danach erneut. Dieser droht ihm, die Polizei darüber zu informieren, dass er seinen Hund illegal hält. Außerdem droht er, den Welpen totzuschlagen, wenn er ihn wieder zurückbekommt, es sei denn, Bob bezahlt ihm 10.000 Dollar. Bob beschließt, das Geld zu bezahlen, und legt es zusammen mit einer Pistole unter den Tresen. Am Tag des Super Bowls bricht Deeds in Nadias Haus ein und zwingt sie, ihn in die Bar zu begleiten. Marv erzählt Bob zwischenzeitlich, dass es ihm nicht gut gehe und er deshalb am Super Bowl nicht arbeiten werde.
Am Abend des Super Bowls bringen die Kuriere regelmäßig Geld in die gutbesuchte Bar. Auch Deeds und Nadia sind anwesend. Als sie mit Bob kurz vor dem Schließen der Bar alleine sind und Deeds zum Rauchen nach draußen geht, warnt Nadia Bob davor, dass Deeds eine Waffe bei sich trägt. Als Deeds zurückkommt, fordert er neben den 10.000 Dollar für den Hund auch den Inhalt des Safes. Während sich die Situation hochschaukelt, erzählt Bob ihm die Geschichte, wie Richie Whelan tatsächlich ums Leben gekommen sei: Whelan hätte Schulden bei Marv gehabt, der zu dieser Zeit ein Kredithai war. Whelan konnte seine Schulden jedoch zurückbezahlen, weil er im Casino den Jackpot geknackt hatte. Da Whelan aber weitaus mehr Geld gewann, als er Schulden hatte, beschloss Marv, sich das gesamte Geld zu nehmen, da er selbst spielsüchtig und verschuldet war. Um zu verschleiern, wie Marv an so viel Geld gekommen ist, musste Whelan sterben und wurde von Bob erschossen. Deeds glaubt die Geschichte nicht und erklärt, er habe Whelan erschossen. Bob zieht die Pistole, erschießt Deeds und sagt Nadia, dass sie jetzt frei sei und gehen könne. Sie verspricht, niemandem etwas zu erzählen und geht nach Hause. 
Noch in derselben Nacht entsorgen die Tschetschenen Deeds’ Leiche und kassieren die Tageseinnahmen ein. Von Chovka, dem Mafia-Boss, erfährt Bob, dass er von Marvs Beteiligung an dem Überfall wusste und ihn deshalb beseitigen lassen musste. Chevko ernennt Bob daraufhin zum neuen Bar-Betreiber. Am nächsten Tag spricht Detective Torres Bob sein Beileid zu Marvs Tod aus. Zugleich fragt er Bob, ob dieser etwas über Deeds’ Verschwinden wüsste, und erklärt ihm, dass Deeds unmöglich an der Ermordung von Richie Whelan beteiligt gewesen sein könne, weil Deeds zum Zeitpunkt des Verbrechens in der Psychiatrie war. Bob erwidert, dass manche Leute nun einmal verschwinden und manche irgendwann wieder auftauchen. 
Am Ende besucht Bob mit Rocco Nadia und bittet sie, ihm zu sagen, dass er aus ihrem Leben verschwinden solle. Stattdessen geht Nadia ins Haus und holt ihre Jacke.

## Rezeption
The Drop – Bargeld erreicht bei Metacritic eine Bewertung von 69/100 Punkten, basierend auf 36 Bewertungen. Bei Rotten Tomatoes sind 89 % der Kritiken positiv. Die Durchschnittsbewertung liegt bei 7,1/10, basierend auf 177 Bewertungen. Im Fazit heißt es: „Es gibt einige thematisch ähnliche Krimi-Dramen, aber The Drop sticht durch sein klug geschriebenes Drehbuch und seine starke Besetzung hervor.“ („There's no shortage of similarly themed crime dramas, but The Drop rises above the pack with a smartly written script and strong cast.“)
Der Film erhielt von der Deutschen Film- und Medienbewertung (FBW) das Prädikat „wertvoll“. In der Jurybegründung heißt es, der Film sei ein „gelungener Gangsterfilm“, erreiche aber nicht „in allen Belangen das Niveau der besten Exempel des Genres“.
Der film-dienst meinte, der Film zeichne „bei aller Realistik der Milieus eher metaphorische Menschenporträts, wobei der melancholisch-eindringliche Stil herkömmliche Genre-Erwartungen erfolgreich unterläuft“.
Für Barbara Schweizerhof von epd Film war die Atmosphäre die große Stärke des Films: „Angesiedelt im Winter“ fange „The Drop die Kälte auf der Straße, die feucht-heimelige Wärme der Bar genauso ein wie die Heruntergekommenheit dieses Viertels, das von der »Brooklyn ist cool«-Welle offenbar noch nicht erfasst wurde“. Auch lobte sie Gandolfini und Hardy, die ihre gegensätzlichen Männertypen mit „fesselnder Intensität“ spielten.